# Brüssel-Effekt
Als Brüssel-Effekt (englisch: Brussels effect) wird die faktische Übernahme von Rechtsnormen, Regulierungsmaßnahmen und Standards der Europäischen Union außerhalb des europäischen Binnenmarktes, insbesondere in transnationalen Märkten bezeichnet. Der Begriff ist dem sogenannten California-Effekt nachgebildet: Die Größe und die Bedeutung des kalifornischen Marktes hat dazu geführt, dass die dort geltenden Regeln de facto weit über die Grenzen des US-Bundesstaats Kalifornien hinaus Geltung erlangt haben. Wer Güter nach Kalifornien exportieren oder sonst mit dort ansässigen Firmen Geschäfte treiben möchte, ist an die dort geltenden Gesetze und Standards gebunden und befolgt sie daher auch, um nachhaltig an dem Markt teilhaben zu können. So verhält es sich auch mit den Standards und der Marktregulierung durch die Europäische Union, auch diese entfalten ihre Wirksamkeit mittelbar in Drittländern.
Der Begriff wurde von der Rechtswissenschaftlerin Anu Bradford in einem Aufsatz geprägt, der im Jahr 2012 erschien. Sie beschreibt analoge Auswirkungen des europäischen Rechts auf das Wettbewerbsrecht, das Lebensmittelrecht und das Umweltrecht. Der Ansatz ist auch auf das Datenschutzrecht übertragen worden. Im Zusammenhang mit dem Brexit wird diskutiert, inwieweit ein Austritt des Vereinigten Königreichs aus der EU faktische Wirksamkeit entfalten könne angesichts der großen Bedeutung des europäischen Marktes. Von Bradford theoretisch angedachte Schranken für den Brüssel-Effekt im internationalen Recht, insbesondere im WTO-Recht, konnten bislang nicht nachgewiesen werden. Auch müssen nicht alle von Bradford eingeführte Kriterien kumulativ vorliegen, um einen solchen Effekt zu erzielen.
Der insoweit beschriebene Zusammenhang war schon Gegenstand früherer Veröffentlichungen. Da in der europäischen Union ein relativ hohes Niveau zum Schutz der Verbraucher, zum Schutz personenbezogener Daten und zum Schutz der Umwelt besteht, erstreckt sich dieses Niveau somit faktisch weit über den Geltungsbereich des europäischen Rechts hinaus und wirkt sich auch in anderen Ländern aus, die für ihre Bürger ein niedrigeres Schutzniveau vorsehen (engl. race to the top). Diese Folge widerspricht der These vom sogenannten Delaware-Effekt (engl. race to the bottom), den Globalisierungskritiker stets befürchtet hatten: Die Nivellierung von Standards in einer globalisierten Wirtschaft orientiert sich Bradford zufolge nicht automatisch nach den niedrigsten Anforderungen, sondern sie folgt der Marktmacht der beteiligten Gesetzgeber und sonstigen Normsetzer. Bradfords Ansatz ist ein Beitrag zur transnationalen Rechtstheorie.
Ähnliche Wortbildungen hat es auch außerhalb des Wirtschaftsrechts und des Arbeits- und Sozialrechts gegeben. So spricht man mit Blick auf die Wirkung der Menschenrechte in Anlehnung an den Sitz des Europäischen Gerichtshofs für Menschenrechte (EGMR) mitunter auch vom Straßburg-Effekt.